# Nuuk-Kunstmuseum
Das Nuuk-Kunstmuseum (dänisch Nuuk Kunstmuseum, grönländisch Nuummi Eqqumiitsulianik Saqqummersitsivik) ist das Kunstmuseum von Nuuk.

## Geschichte
Der Unternehmer Svend Junge (1930–2007) und seine Frau Helene Junge-Petersen waren große Sammler grönländischer Kunst, die sich bei sich zuhause lagerten. Als der Platz hierfür nicht mehr ausreichte, beschloss Svend Junge 2003, die Sammlung „im Allgemeinen an Grönland und insbesondere an Nuuk“ zu verschenken. Als ein Neubau im Kolonialhafen sich als nicht machbar erwies, kaufte Svend Junge die alte Adventistenkirche auf, um daraus ein Kunstmuseum zu machen. Anfangs hatte man überlegt es nach Emanuel A. Petersen zu benennen, dessen Kunst bereits den größten Teil der Sammlung des Ilulissat-Kunstmuseums, den bisher einzigen grönländischen Kunstmuseums, ausmachte. Bei der Eröffnung 2005 war dieser Namensvorschlag aber verworfen worden.

## Gebäude

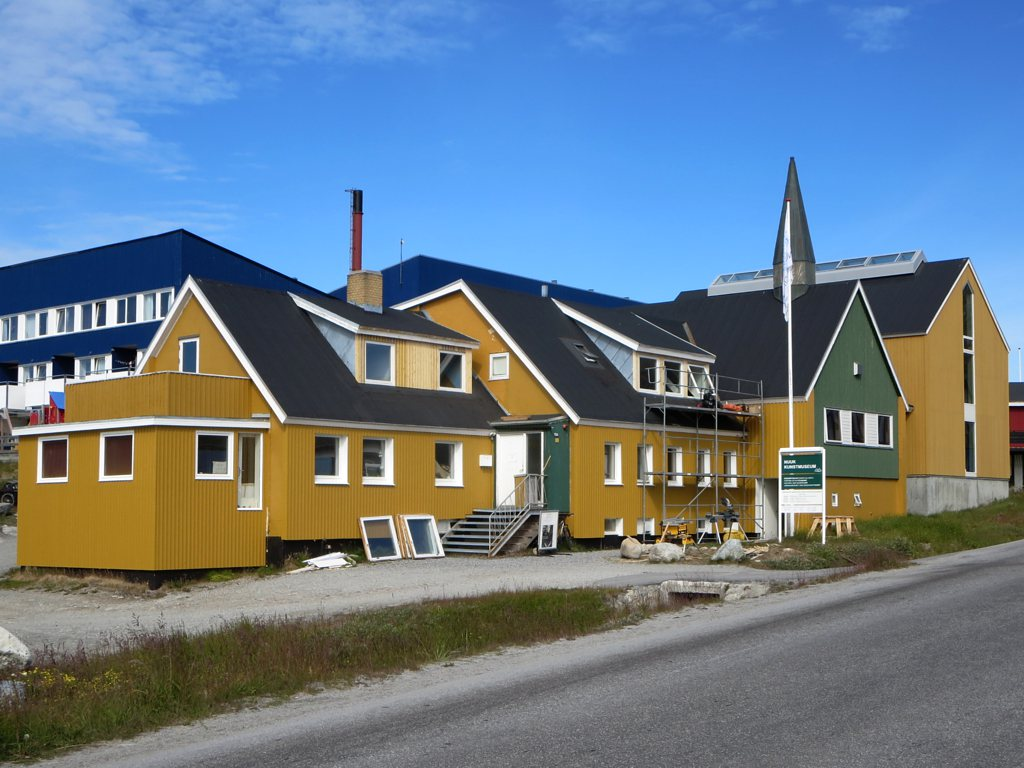
Das Gebäude kurz vor dem Neuanstrich (2015)

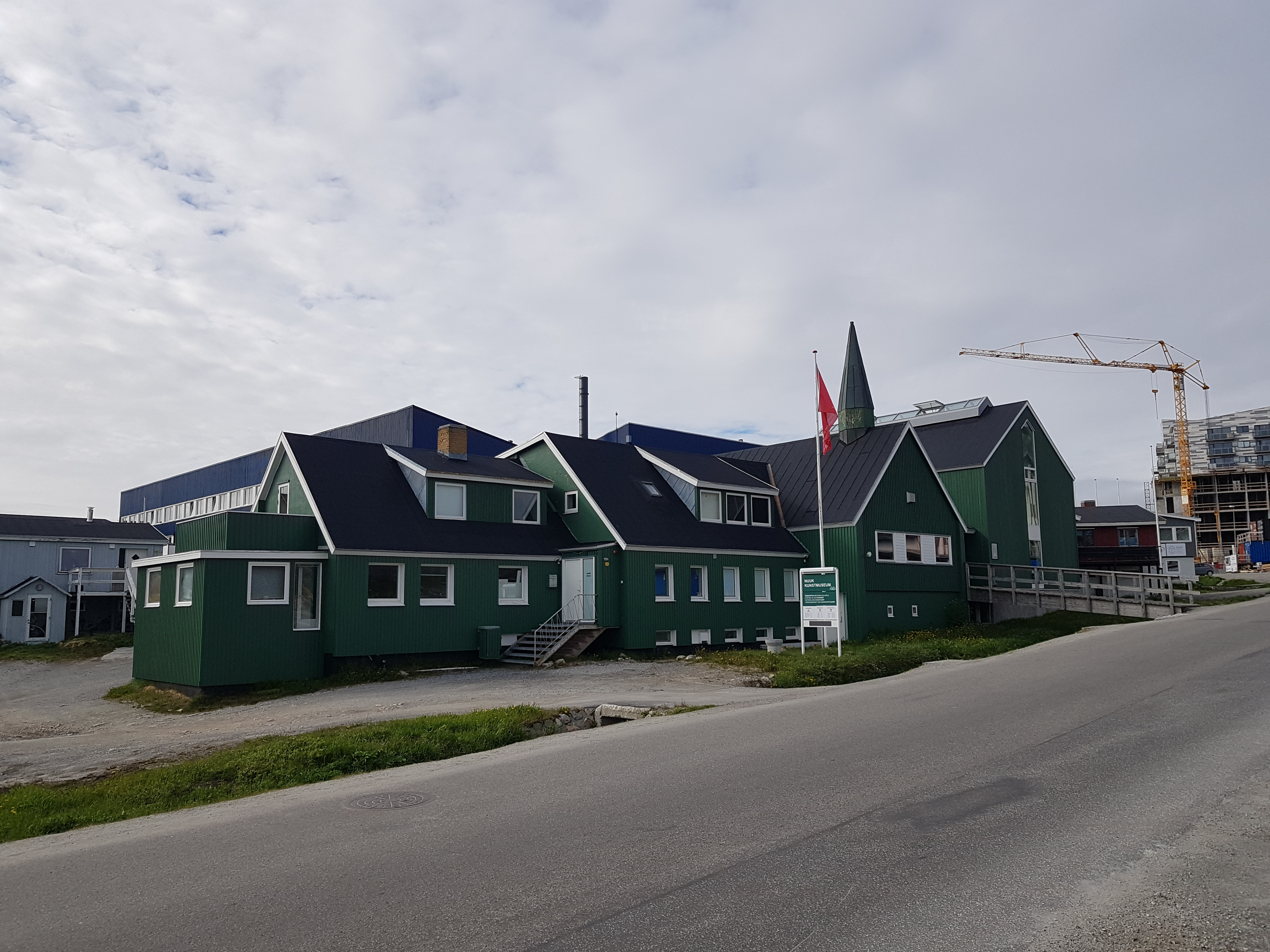
… und danach (2022)

Das Kunstmuseum befindet sich in der früheren Adventistenkirche mit der Gebäudenummer B-1501. Es hat eine Ausstellungsfläche von 600 m² inklusive eines Anbaus für Sonderausstellungen. 2015 wurde das ehemals hauptsächlich gelbe Gebäude dunkelgrün gestrichen.

## Ausstellung
Im Museum sind 300 Gemälde und 400 Statuetten mit Bezug zu Grönland und als Darstellung grönländischer Kunst ausgestellt. Rund die Hälfte der Gemälde sind von Emanuel A. Petersen (1897–1948), der auch die Hälfte des Museums in Ilulissat füllt. Weitere ältere Künstler, deren Werke ausgestellt sind, sind Christian August Lorentzen (1749–1828), Aron von Kangeq (1822–1869), Jens Erik Carl Rasmussen (1841–1893), Andreas Riis Carstensen (1844–1906), Christine Deichmann (1869–1945), Harald Moltke (1871–1960), Aage Gitz-Johansen (1897–1977) und Victor Isbrand (1897–1989). Zeitgenössische Künstler und solche der jüngeren Vergangenheit sind Hans Lynge (1906–1988), Troels Brandt (1909–1992), Otto Sandgreen (1914–1999), Alibak Johansen (1921–2007), Simon Kristoffersen (1933–1990), Kristian Olsen (1942–2015), Kiistat Lund (1944–2017), Anne-Birthe Hove (1951–2012), Frederik Kristensen (1952–2021), Buuti Pedersen (* 1955), Pia Ârĸê (1958–2007), Anne-Lise Løvstrøm (* 1960), Miki Jacobsen (* 1965), Robert Holmene (* 1969), Camilla Nielsen (* 1972), Frodo Mikkelsen (* 1974), Maria Paninnguaq Kjærulff (* 1980), Lisbeth Karline Poulsen (* 1981).